# Генріх цу Шаумбург-Ліппе
Принц Генріх «Гаррі» Константін Фрідріх Ернст цу Шаумбург-Ліппе (нім. Heinrich „Harry“ Konstantin Friedrich Ernst Prinz zu Schaumburg-Lippe; 25 вересня 1894, Бюккебург — 11 листопада 1952, Бюккебург) — німецький офіцер, гауптман вермахту.

## Біографія
Шостий син Георга, князя Шаумбург-Ліппе (1846—1911), і його дружини, принцеси Марії Анни Саксен-Альтенбурзької (1864—1918). Навчався в Прусському кадетському училищі. Учасник Першої світової війни. На початку Другої світової війни призваний у вермахт, служив в танкових частинах. Учасник Французької кампанії, після якої згідно указу принців був відправлений в резерв ОКГ, а 19 травня 1943 року звільнений у відставку. В кінці війни був керівником фольксштурму Бюккебурга.

## Сім'я
10 червня 1933 року одружився з графинею Марі-Ерікою фон Гарденберг (1903–1964). В пари народилась дочка, принцеса Дагмар Марі Елізабет (18 лютого 1934 — 24 грудня 2008).

## Особистість
Генріх був переконаним монархістом і часто конфліктував зі старшими братами, які були прихильниками нацизму. Також Генріх був пристрасним мисливцем. Його глибоко засмучувало те, що солдати союзників і цивільні іноземці масово вбивали і ранили тварин в німецьких лісах.

## Нагороди
- Срібна медаль Заслуг князівства Шаумбург-Ліппе «За вірність і заслуги»
- Пам'ятна медаль срібного весілля 1907
- Орден Леопольда (Ліппе)
- Орден дому Ліппе, почесний хрест 1-го класу
- Залізний хрест 2-го і 1-го класу
- Хрест «За вірну службу» (Шаумбург-Ліппе) (23 березня 1915)
- Військовий Хрест Фрідріха-Августа (Ольденбург) 2-го і 1-го класу
- Галліполійська зірка (Османська імперія)
- Нагрудний знак «За поранення» в чорному
- Почесний хрест ветерана війни з мечами